# Opérateur (physique)
 (janvier 2022).
Si vous disposez d'ouvrages ou d'articles de référence ou si vous connaissez des sites web de qualité traitant du thème abordé ici, merci de compléter l'article en donnant les références utiles à sa vérifiabilité et en les liant à la section « Notes et références ».
Pour les articles homonymes, voir Opérateur.
Un opérateur est, en mécanique quantique, une application linéaire d'un espace de Hilbert dans lui-même. Le terme est une spécialisation du concept mathématique d'opérateur. Une observable est un opérateur hermitien.

## Opérateurs en mécanique classique
En mécanique classique, le mouvement des particules (ou d'un système de particules) est complètement déterminé par le Lagrangien {\displaystyle L(q,{\dot {q}},t)} ou, de façon équivalente, l'Hamiltonien {\displaystyle H(q,p,t)}, une fonction des coordonnées généralisées q, vitesse généralisée {\displaystyle {\dot {q}}=\mathrm {d} q/\mathrm {d} t} et son moment conjugué :
{\displaystyle p={\frac {\partial L}{\partial {\dot {q}}}}}
Si {\displaystyle L} ou {\displaystyle H} est indépendant des coordonnées généralisées {\displaystyle q}, donc que {\displaystyle L} et {\displaystyle H} ne changent pas en fonction de {\displaystyle q}, le moment conjugué de ces coordonnées sera conservé (c'est une partie du théorème de Noether, et l'invariance du mouvement en respect de la coordonnée {\displaystyle q} est une symétrie). Les opérateurs de mécanique classique sont reliés à ces symétries.
Plus techniquement, quand {\displaystyle H} est invariant sous un certain groupe de transformations {\displaystyle G} :
{\displaystyle S\in G,~H(S(q,p))=H(q,p)}
les éléments de {\displaystyle G} sont des opérateurs physiques, qui relient les états physiques entre eux.

### Table des opérateurs de mécanique classique
| Transformation                     | Opérateur                             | Position                                                              | Moment                                                                |
| ---------------------------------- | ------------------------------------- | --------------------------------------------------------------------- | --------------------------------------------------------------------- |
| Symétrie de translation            | {\displaystyle X({\vec {a}})}         | {\displaystyle {\vec {r}}\rightarrow {\vec {r}}+{\vec {a}}}           | {\displaystyle {\vec {p}}\rightarrow {\vec {p}}}                      |
| Symétrie de translation temporelle | {\displaystyle U(t_{0})}              | {\displaystyle {\vec {r}}(t)\rightarrow {\vec {r}}(t+t_{0})}          | {\displaystyle {\vec {p}}(t)\rightarrow {\vec {p}}(t+t_{0})}          |
| Invariance de rotation             | {\displaystyle R({\hat {n}},\theta )} | {\displaystyle {\vec {r}}\rightarrow R({\hat {n}},\theta ){\vec {r}}} | {\displaystyle {\vec {p}}\rightarrow R({\hat {n}},\theta ){\vec {p}}} |
| Transformations de Galilée         | {\displaystyle G({\vec {v}})}         | {\displaystyle {\vec {r}}\rightarrow {\vec {r}}+t{\vec {v}}}          | {\displaystyle {\vec {p}}\rightarrow {\vec {p}}+m{\vec {v}}}          |
| Parité                             | {\displaystyle P}                     | {\displaystyle {\vec {r}}\rightarrow -{\vec {r}}}                     | {\displaystyle {\vec {p}}\rightarrow -{\vec {p}}}                     |
| Symétrie T                         | {\displaystyle T}                     | {\displaystyle {\vec {r}}\rightarrow {\vec {r}}(-t)}                  | {\displaystyle {\vec {p}}\rightarrow -{\vec {p}}(-t)}                 |

où {\displaystyle R({\hat {n}},\theta )} est la matrice de rotation autour d'un axe défini par le vecteur unitaire {\displaystyle {\hat {n}}} et l'angle {\displaystyle \theta }.

## Générateurs
Si la transformation est infinitésimale, l'opérateur d'action doit être de la forme
{\displaystyle I+\epsilon A}
où {\displaystyle I} est l'opérateur d'identité, {\displaystyle \epsilon } est le paramètre avec une petite valeur et {\displaystyle A} dépendra de la transformation de la main et est appelé générateur de groupe. 
Dérivons le générateur de l'espace translationnel unidimensionnel comme exemple. 
Tel que mentionné, {\displaystyle T_{a}f(x)=f(x-a)}. Si {\displaystyle a=\epsilon } est infinitésimal, nous devons écrire
{\displaystyle T_{\epsilon }f(x)=f(x-\epsilon )\approx f(x)-\epsilon f'(x).}
Cette équation peut être réécrite telle que 
{\displaystyle T_{\epsilon }f(x)=(I-\epsilon D)f(x)}
où {\displaystyle D} est le générateur des groupes de translation, qui est l'opérateur de dérivation dans ce cas.

## La carte exponentielle
Tout le groupe peut être reconstruit, dans les circonstances normales, à partir du générateur, par la carte exponentielle. Dans le cas de la translation, l'idée fonctionne comme suit. 
La translation d'une valeur finie de {\displaystyle a} peut être obtenue par application répétée de la translation infinitésimale :
{\displaystyle T_{a}f(x)=\lim _{N\to \infty }T_{a/N}\cdots T_{a/N}f(x)}
avec {\displaystyle \cdots } représentant l'application {\displaystyle N} fois. Si {\displaystyle N} est large, chacun des facteurs peut être considéré infinitésimal :
{\displaystyle T_{a}f(x)=\lim _{N\to \infty }(I-(a/N)D)^{N}f(x).}
Mais la limite peut être réécrite en exponentielle :
{\displaystyle T_{a}f(x)=\exp(-aD)f(x).}
Pour être convaincu de la validité de cette expression formelle, l'exponentielle peut être développée en série de puissance :
{\displaystyle T_{a}f(x)=\left(I-aD+{a^{2}D^{2} \over 2!}-{a^{3}D^{3} \over 3!}+\cdots \right)f(x).}
La partie de droite peut être réécrite ainsi :
{\displaystyle f(x)-af'(x)+{a^{2} \over 2!}f''(x)-{a^{3} \over 3!}f'''(x)+\cdots }
Qui est l'expansion de Taylor de {\displaystyle f(x-a)}, qui est la valeur originale de {\displaystyle T_{a}f(x)}.
Les propriétés mathématiques des opérateurs sont un sujet d'importance en soi. Pour plus d'informations, voir C*-algèbre et le théorème de Gelfand–Naimark.

## Opérateurs en mécanique quantique
Les postulats de la mécanique quantique sont construits sur le concept d'opérateur.
Un état en mécanique quantique est représenté par un vecteur unitaire (la probabilité totale est égale à un) dans un espace de Hilbert complexe. L'évolution temporelle dans cet espace vectoriel est donné par l'application de l'opérateur d'évolution temporelle.
Toute observable, soit une quantité qui peut être mesurée par une expérience, doit être associée à un opérateur linéaire auto-adjoint. L'opérateur doit produire des valeurs propres réelles, puisqu'elles doivent correspondre aux mesures expérimentales. Pour cela, l'opérateur doit être hermitien. La probabilité que ces valeurs propres soient observées est reliée à la projection de l'état physique sur le sous-état correspondant à ces valeurs propres.

## Liste d'opérateurs
- Opérateur d'accélération
- Opérateur d'annihilation
- Opérateur de création
- Opérateur d'énergie cinétique
- Opérateur d'échelle
- Opérateur d'évolution
- Opérateur hamiltonien
- Opérateur d'oscillation harmonique
- Opérateur d'impulsion
- Opérateur de moment angulaire
- Opérateur de position
- Opérateur de position de Newton-Wigner,
- Opérateur de spin